# Сюзьва (Кировская область)
 Сюзьва  — поселок в Афанасьевском районе Кировской области в составе Борского сельского поселения.

## География
Расположен на расстоянии примерно 50 км на север-северо-запад по прямой от райцентра поселка  Афанасьево на правобережье реки Кама.

## История
Известен с 1891 года как один из Березовских починков или Сюзьбинский с 32 жителями, в 1950 году это поселок Сюзьва (17 хозяйств и 73 жителя) и рядом населенный пункт 30 квартал  (56 хозяйств и 267 жителей), в 1989 в объединенном поселке Сюзьва 213 жителей.  

## Население
Постоянное население составляло 187 человек (русские 95%) в 2002 году, 105 в 2010.